# Róna Magda
Róna Magda, férjezett Palasovszky Ödönné (Budapest, Terézváros, 1902. május 21. – Budapest, 1989. február 9.) táncos, koreográfus, színházi rendező, mozgásművész, Szemes Marianne filmrendező, forgatókönyvíró anyja.

## Élete
Róna (Rottenstein) Szigfrid bankbizományos és Janovitz Margit (1881–1975) gyermekeként született. Tanulmányait szülővárosában végezte, Kiss Ferencnél ötvösséget tanult. Mozgásművészeti tanulmányait Madzsar Alice iskolájában végezte, ahol 1925-ben nyert oklevelet. Ugyanitt hamarosan tanítani kezdett, majd Madzsar Alice halála után 1939-ig vezette a Madzsar Intézetet. Előadóként és koreográfusként – néha Magda Mária néven – az 1920-as évek második felétől bekapcsolódott az avantgárd színházi mozgalmakba. Drámai táncaival a szürrealista stílus kezdeményezője volt. A vészkorszak idején lányával hamis papírokkal bujkált, s így elkerülte a deportálást, ám első férjét kényszermunkatáborba vitték, ahonnan nem tért haza. A második világháborút követően férjhez ment korábbi alkotótársához, Palasovszky Ödönhöz, akinek részt vett színházi kísérleteiben. 1945–46-ban ugyancsak Palasovszkyval együtt a Madách Színház, majd a Dolgozók Színházának művészeti vezetője volt. Kifejező, kamara jellegű kompozíciói, valamint nagy létszámú mozgásdrámái a magyar modern táncélet sajátos vonulatát képezték. 

## Főbb szerepei, koreográfiái, szólói
- Bimini (1928)
- Gótika (1930)
- Prometheusz (Madzsar Alice – Róna Magda: A teremtés fájdalma)
- Egymás rabjai; Falak (Madzsar Alice: Bilincsek)
- Ayrus leánya (Palasovszky Ödön – Róna Magda)
- Srác (Srác és a Vagabund Hipokráciában)

## Magánélete
Első férje Magaziner Pál (1898–1945) redőnygyár-tulajdonos – aki útikalauzok írásával és a síelés népszerűsítését célzó művével vált ismertté – a holokauszt áldozata lett. Mindketten tagjai voltak a Magyarországi Kárpát Egyesület ski- és hegymászó osztályának. Magdát Magyarország egyik legjobb síelőjének és hegymászójának tartották. Férjével együtt óriási túrákat tett a Tátrában, Tirolban, Svájcban, Olaszországban és Németországban. Szerzőtársai voltak a Síelni nem boszorkányság című szakkönyvnek. 